# Liste der Kulturdenkmale in Igersheim

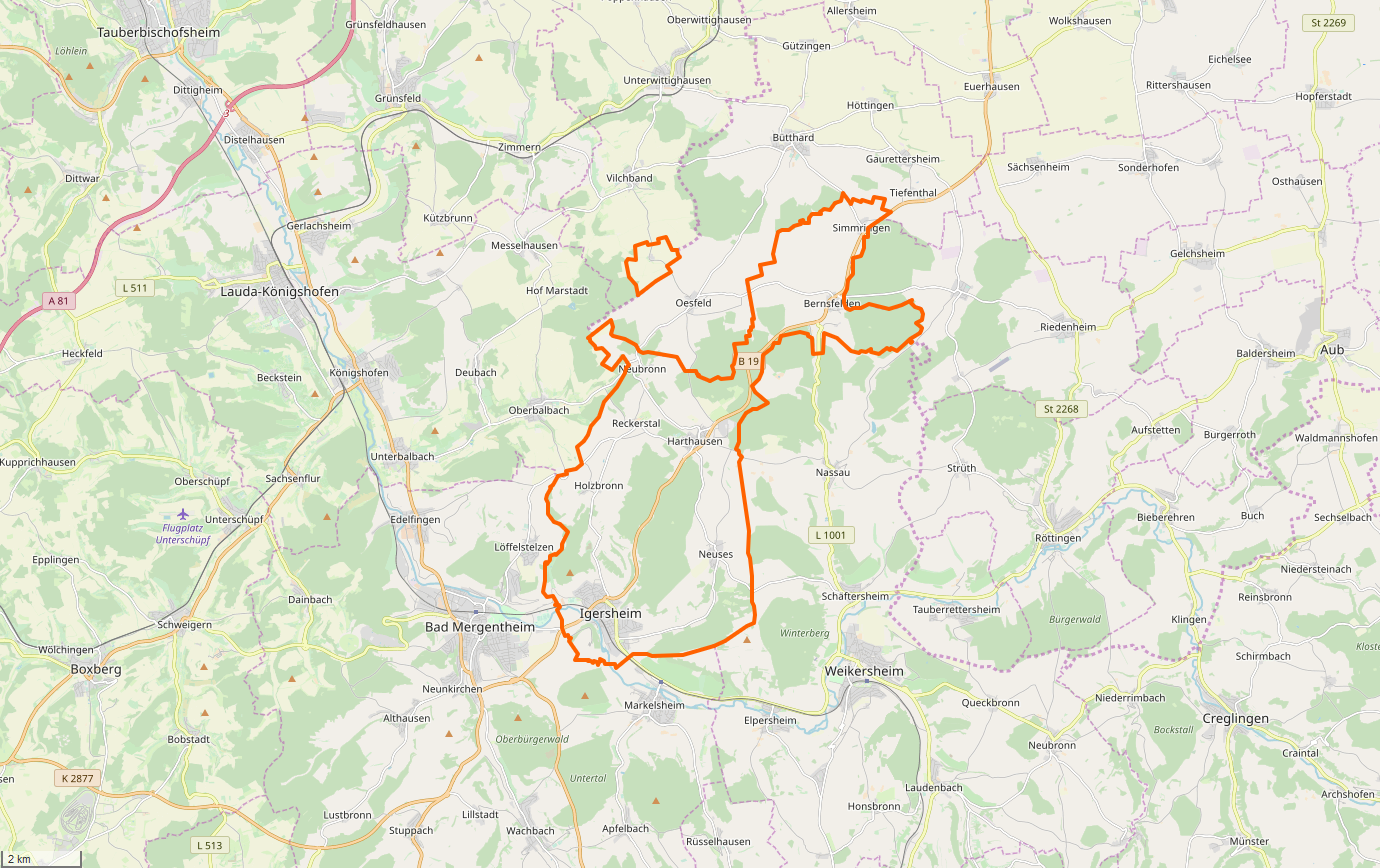
Gemarkung und Lage der Gemeinde Igersheim

Wappen der Gemeinde Igersheim

In der Liste der Kulturdenkmale in Igersheim sind unbewegliche Bau- und Kunstdenkmale aller Ortsteile von Igersheim aufgeführt. Grundlage für diese Liste ist die vom Regierungspräsidium Stuttgart herausgegebene Liste der Bau- und Kunstdenkmale mit Stand vom 15. Februar 2012. Der Artikel ist Teil der übergeordneten Liste der Kulturdenkmale im Main-Tauber-Kreis. Diese Liste ist nicht rechtsverbindlich. Eine rechtsverbindliche Auskunft ist lediglich auf Anfrage bei der Unteren Denkmalschutzbehörde der Gemeinde Igersheim erhältlich.
Kleindenkmale wie beispielsweise Bildstöcke, Statuen und Wegkreuze blieben im Gemeindegebiet zahlreich erhalten. Der Grund liegt in der seit dem Mittelalter durchgehend landwirtschaftlichen Struktur. Es kam in der Neuzeit zu keiner Verdichtung von Siedlung und Industrie wie in den Ballungsgebieten, so dass diese Kulturdenkmale im Freiland weitgehend erhalten blieben.

## Allgemein
- Bild: Zeigt ein ausgewähltes Bild aus Commons, „Weitere Bilder“ verweist auf die Bilder im Medienarchiv Wikimedia Commons.
- Bezeichnung: Nennt den Namen, die Bezeichnung oder die Art des Kulturdenkmals.
- Lage: Straßenname und Hausnummer oder Flurstücknummer des Kulturdenkmals, gegebenenfalls auch den Ortsteil. Die Grundsortierung der Liste erfolgt nach dieser Adresse. Der Link (Karte) führt zu verschiedenen Kartendiensten mit der Position des Kulturdenkmals. Fehlt dieser Link, wurden die Koordinaten noch nicht eingetragen. Sind diese bekannt, können sie über ein Tool mit einer Kartenansicht einfach nachgetragen werden. In dieser Kartenansicht sind Kulturdenkmale ohne Koordinaten mit einem roten bzw. orangen Marker dargestellt und können durch Verschieben auf die richtige Position in der Karte mit Koordinaten versehen werden. Kulturdenkmale ohne Bild sind an einem blauen bzw. roten Marker erkennbar.
- Datierung: Baubeginn, Fertigstellung, Datum der Erstnennung oder grobe zeitliche Einordnung entsprechend des Eintrags in der zuständigen Denkmaldatenbank (Landesamt für Denkmalpflege Baden-Württemberg).
- Beschreibung: Kurzcharakteristik des Kulturdenkmals.

## Bau-, Kunst- und Kulturdenkmale der Gemeinde Igersheim

### Bernsfelden
Bau-, Kunst- und Kulturdenkmale in Bernsfelden mit dem Dorf Bernsfelden (⊙) und den Weilern Bowiesen (Exklave; ⊙), Hagenhof (⊙) und Ziegelhütte (⊙):
| Bild           | Bezeichnung    | Lage                        | Datierung       | Beschreibung | ID |
| -------------- | -------------- | --------------------------- | --------------- | --- | -- |
|                | Kapelle        | Bowiesen (Karte)            |                 | Kapelle des Weilers Bowiesen | BW |
| Weitere Bilder | St. Franziskus | Obere Straße 3 (Karte)      | 1887            | Kath. Pfarrkirche St. Franziskus. Neugotischer Bau mit polygonalem Chor, 1887 bez. |    |
|                | Bildstock      |                             |                 | Bildstock |    |
| Weitere Bilder | Steinkreuz     | (Karte)                     | ca. 15./16. Jh. | Mord- und Sühnekreuz: Igersheim III (neben IV und V) / Ortsteil Bernsfelden. Werden mit dem Bauernkrieg bzw. „einem Kriegszug“ in Verbindung gebracht. |    |
| Weitere Bilder | Steinkreuz     | (Karte)                     | ca. 15./16. Jh. | Mord- und Sühnekreuz: Igersheim IV (neben III und V) / Ortsteil Bernsfelden. Werden mit dem Bauernkrieg bzw. „einem Kriegszug“ in Verbindung gebracht. |    |
| Weitere Bilder | Steinkreuz     | (Karte)                     | ca. 15./16. Jh. | Mord- und Sühnekreuz: Igersheim V (neben III und IV) / Ortsteil Bernsfelden. Werden mit dem Bauernkrieg bzw. „einem Kriegszug“ in Verbindung gebracht. |    |
|                | Kriegerdenkmal | Würzburger Straße, Friedhof |                 | Kriegerdenkmal Erster und Zweiter Weltkrieg. Das Kriegerdenkmal befindet sich auf dem Friedhof. Ein einem Tempel nachempfundes Denkmal. An den senkrechten Pfosten sind zwei Figuren herausgearbeitet. Ein Ritter mit Schwert und eine Frau mit Schwert und Kelch. In der Mitte ist eine Namenstafel aus Marmor eingesetzt. Neben dem Denkmal steht ein Holzkreuz für einen hier gefallenen Soldaten. |    |

### Harthausen
Bau-, Kunst- und Kulturdenkmale in Harthausen mit dem Dorf Harthausen (⊙) und den Weilern Neubronn (⊙) und Reckerstal (⊙):
| Bild           | Bezeichnung    | Lage                   | Datierung       | Beschreibung | ID |
| -------------- | -------------- | ---------------------- | --------------- | --- | -- |
| Weitere Bilder | St. Aegidius   | Hauptstraße 34 (Karte) | 1747            | Kath. Pfarrkirche St. Aegidius mit barockem Schiff (am Portal bez. 1747) und teilweise romanischem Turm. Alte Friedhofsmauer. |    |
|                | Kriegerdenkmal | Hauptstraße 34 (an)    |                 | Kriegerdenkmal Erster und Zweiter Weltkrieg. An der Außenseite der Kirche St. Aegidius befindet sich das Kriegerdenkmal. In der Mitte einem Tempeleingang nachempfunden aus hellem Sandstein (1. WK) mit Verzierungen versehen. Links und Rechts daneben zwei Marmortafeln (2. WK). |    |
|                | Rathaus        | Hauptstraße 40 (Karte) | 1854            | Rathaus. Massivbau mit Mittelrisalit und Dachreiter in Ecklage. Obergeschoss mit geohrten Fenstern. 1854 bez. | BW |
| Weitere Bilder | Kapelle        | Neubronn 10 (Karte)    |                 | Kapelle Maria Heimsuchung. Neugotischer Bau mit Dachreiter und polygonalem Chor. |    |
|                | Kapelle        | Reckerstal 12 (Karte)  | 1916            | Kapelle Rosenkranz. Massive Kapelle mit Dachreiter und eingezogenem Chor. Tympanon, 1916 bez. | BW |
| Weitere Bilder | Steinkreuz     |                        | ca. 15./16. Jh. | Mord- und Sühnekreuz: Igersheim VI / Ortsteil Harthausen. |    |
| Weitere Bilder | Steinkreuz     | (Karte)                | ca. 14./15. Jh. | Mord- und Sühnekreuz: Igersheim VII / Ortsteil Reckerstal. |    |

### Igersheim
Bau-, Kunst- und Kulturdenkmale im Hauptort Igersheim mit dem Dorf Igersheim (⊙), den Weilern Holzbronn (⊙) und Reisfeld (⊙), dem Gehöft Staatsdomäne Neuhaus (⊙) und den Wohnplätzen Erlenbach (⊙) und Taubermühle (⊙):
| Bild           | Bezeichnung       | Lage                               | Datierung       | Beschreibung | ID |
| -------------- | ----------------- | ---------------------------------- | --------------- | --- | -- |
|                | Friedhofskapelle  | Alter Graben (Karte)               |                 | Friedhofskapelle | BW |
|                | Kriegerdenkmal    | Alter Graben, Friedhof             |                 | Kriegerdenkmal Erster und Zweiter Weltkrieg. Kriegerdenkmal auf dem Friedhof von Igersheim. Steinmauer mit 2 Steintafeln mit den Namen der Gefallenen des 1. WK und 6 Steintafeln mit den Namen der Gefallenen und Vermissten des 2. WK. |    |
|                | Möhlerhaus        | Bad Mergentheimer Straße 1 (Karte) |                 | Möhlerhaus; Geburtshaus des Johann Adam Möhler in Igersheim |    |
|                | Bahnhof Igersheim | Bahnhofstraße                      | 1869            | Sachgesamtheit Bahnstrecke Bad Mergentheim–Crailsheim: Württembergische Taubertalbahn mit Bahnhöfen, Nebengebäuden, Brücken, Gleisanlagen und sämtlichem stationärem und beweglichem Zubehör, 1869 erbaut. |    |
|                | Synagoge          | Burgstraße 22                      | 17. Jh.         | Ehemalige Synagoge; heute Burgstraße 22 |    |
|                | Zehntscheune      | Kirchgasse 11                      | 16.–19. Jh.     | Ehem. Zehntscheune des Deutschordens (Kirchgasse 11, 11/1, Pfarrgang 3, Igersheim), 16./18. Jahrhundert. Im 19. Jahrhundert durch Wohnhausaufstockung und Scheune erweitert. |    |
| Weitere Bilder | Rathaus           | Möhlerplatz 1 (Karte)              | ~16. Jh.–1852   | Ehem. Rathaus. Freistehender verputzter Fachwerkbau mit Dachreiter. Doppelläufige Freitreppe. Runder und spitzer Kellerbogen, wohl 16. Jahrhundert. 1852 verändert. |    |
|                | Steinrelief       | Möhlerplatz 9                      | 1699            | (am Rathaus) Eingemauerter Stein mit Johannesrelief, 1699 bez. |    |
| Weitere Bilder | Burg Neuhaus      | Neuhaus 1 (Karte)                  | 1200–1300       | Burgruine und Domäne Neuhaus, Burg des 12./13. Jh., seit 15. Jh. Deutschordenssitz, seit 1809 württembergische Domäne; Innenburg mit Ruinen von Bergfried und Palas, im Kern 12./13. Jh.; nach Zerstörungen bis ca. 1570 wiederaufgebaut; aus dieser Zeit stammen Brunnen (1526), Pulverturm (1546 bez.), Turm beim Torbau und Wehrmauern mit Turmruinen und Burggraben; im 18. Jh. erweitert um Pferdestall (1700); Kelterbau mit Torbau (1750); Bogenbrücke (1751); Schafstall (1769); im 19. Jh. ergänzt um Domänengebäude, wie Wohnhaus (1883), Gesindehaus, weitere Ställe und Scheunen (sämtliche Gebäude innerhalb des Mauerrings). |    |
|                | Pulverturm        | Neuhaus 1                          | 1546            | Pulverturm, 1546 bez., Teil der Burg Neuhaus |    |
|                | St. Michael       | Pfarrgang 1 (Karte)                | 1880            | Kath. Pfarrkirche St. Michael. Neuromanischer Bau von Oberbaurat Georg Morlok mit teilweise altem Turm, 1880 bez. | BW |
|                | Möhlerdenkmal     | Pfarrgang 1                        |                 | Möhlerdenkmal; Denkmal für Johann Adam Möhler in der St. Michaelskirche in Igersheim |    |
|                | Kapelle           | Reisfeld 5 (Karte)                 | 1847–1848       | Kapelle zur Schmerzhaften Mutter Gottes mit Dachreiter, Stiftung des Anwalts Stefan Mittnacht, 1847/48. | BW |
| Weitere Bilder | Steinkreuz        |                                    | ca. 15. Jh.     | Mord- und Sühnekreuz: Igersheim I |    |
| Weitere Bilder | Steinkreuz        |                                    | ca. 15./16. Jh. | Mord- und Sühnekreuz: Igersheim II |    |

### Neuses
Bau-, Kunst- und Kulturdenkmale in Neuses (⊙):
| Bild | Bezeichnung     | Lage                  | Datierung | Beschreibung | ID |
| ---- | --------------- | --------------------- | --------- | --- | -- |
|      | Schule          | Bergstraße 18 (Karte) |           | Schule | BW |
|      | St. Antonius    | Bergstraße 19 (Karte) | 1710      | St. Antoniuskirche. Saalbau mit Dachreiter und eingezogenem Chor. 1710. Friedhofskreuz, 1856 bez., Lourdesgrotte, wohl Anfang 20. Jahrhundert. | BW |
|      | Museumsschmiede |                       |           | Museumsschmiede von 1830. Davor Dorfbackhaus aus dem 16./17. Jahrhundert mit heute noch sichtbarem Backofen. Im ersten Stock über der Schmiede eine mit Schablonenmalerei verzierte, komplett eingerichtete Schmiedswohnung. Fachgerecht restauriert und mit Originalinventar ausgestattet. |    |
|      | Bildstock       | (Karte)               |           | Bildstock | BW |
|      | Bildstock       | (Karte)               |           | Bildstock | BW |
|      | Bildstock       | (Karte)               |           | Bildstock | BW |
|      | Bildstock       | (Karte)               |           | Bildstock | BW |
|      | Bildstock       | (Karte)               |           | Bildstock | BW |
|      | Wegkreuz        | (Karte)               |           | Wegkreuz | BW |
|      | Wegkreuz        | (Karte)               |           | Wegkreuz | BW |

### Simmringen
Bau-, Kunst- und Kulturdenkmale in Simmringen (⊙):
| Bild | Bezeichnung         | Lage                  | Datierung | Beschreibung | ID |
| ---- | ------------------- | --------------------- | --------- | --- | -- |
|      | St. Martin und Veit | Simmringen 22 (Karte) | 1670–1799 | Pfarrkirche St. Martin und Veit. Schlichte Kirche mit Dachreiter und polygonalem Chor, Maßwerkfenster, 1670 und 1799 bez. | BW |
|      | Bildstock           | (Karte)               |           | Bildstock | BW |
|      | Bildstock           | (Karte)               |           | Bildstock | BW |
|      | Wegkreuz            | (Karte)               |           | Wegkreuz | BW |
|      | Wegkreuz            | (Karte)               |           | Wegkreuz | BW |
|      | Wegkreuz            | (Karte)               |           | Wegkreuz | BW |